# استیو کوهن (تاجر)
استیو کوهن (انگلیسی: Steve Cohen؛ زادهٔ ۱۱ ژوئن ۱۹۵۶) کارآفرین، مجموعه‌دار آثار هنری اهل ایالات متحده آمریکا که، بنیانگذار و مدیر صندوق پوشش سرمایه مشاوران سرمایه ساک (SAC)، در سال ۲۰۰۹ با ثروت ۵/۵ میلیارد دلار، هشتاد و هفتمین میلیاردر دنیا بود. شرکت ساک، یک صندوق پوشش سرمایه با دفتر مرکزی در استنفورد ایالت کنتیکت است که بر استراتژی‌های بازار سهام تمرکز دارد.

## زندگی‌نامه
استیو کوهن در ۱۱ ژوئن سال ۱۹۵۶ در گریت نک در نیویورک در یک خانواده یهودی متولد شد. پدر او یک تولیدکننده پوشاک در منطقه گارمنت و مادرش یک معلم پاره‌وقت پیانو بود. کوهن در سال ۱۹۷۸ از مدرسه تجارت وارتون دانشگاه پنسیلوانیا مدرک کارشناسی اقتصاد گرفت. یکی از دوستان استیو در زمان تدریس در این مدرسه به او کمک کرد با ۱۰۰۰ دلار از شهریه دانشگاهش یک حساب کارگزاری (سرمایه‌گذار این حساب را در یک مؤسسه مالی باز می‌کند تا از این طریق بتواند اوراق بهادار مثل سهام و اوراق قرضه را خرید و فروش کرده یا نگه دارد) باز کند.
کوهن بعد از اتمام تحصیل در وارتون در سال ۱۹۷۸ در وال‌استریت به عنوان یک تاجر تازه‌کار در یکی از دپارتمان‌های شرکت کارگزاری گرانتال اندکو مشغول به کار شد. او در این شرکت توانست مدیریت یک پرتفولیوی ۷۵ میلیون دلاری را بر عهده گیرد.
کوهن در نخستین روز کار در گرانتال اندکو توانست ۸۰۰۰ دلار سود برای شرکت تولید کند. او نهایتاً به جایی رسید که روزانه ۱۰۰ هزار دلار سود برای شرکت تولید می‌کرد. کوهن تا سال ۱۹۸۴ گروه تجارت خود را در گرانتال اداره می‌کرد و تا زمان راه‌اندازی شرکت مستقل خود، ساک، به این کار ادامه داد.
استیو کوهن، شرکت شرکای سرمایه ساک را در سال ۱۹۹۲ و با سرمایه ۲۰ میلیون دلاری خود راه‌اندازی کرد.
استیو کوهن همچنین مالک ۷ درصد سهام موتور جستجوی ژاپنی-چینی بایدو است. او از اعضای هیئت امنای دانشگاه براون و بنیاد رابین هود در نیویورک است.
کوهن در سال ۱۹۹۸ یک خانه ۳٬۳۰۰ مترمربعی در زمینی به وسعت ۵۷ هزار مترمربع در گرینویچ، کنتیکت خرید. کوهن یک مجموعه‌دار آثار هنری است و این کار را از سال ۲۰۰۰ آغاز کرده‌است. او طی چند سال گذشته تبدیل به یکی از سرشناس‌ترین مجموعه‌دارهای جهان شده‌است؛ به طوری که مجله آرت نیوز از سال ۲۰۰۲ او را جزو لیست ۱۰ کلکسیون‌دار هنری برتر جهان قرار داده‌است. کوهن تاکنون بیش از ۷۰۰ میلیون دلار برای خرید آثار هنری خرج کرده و گفته می‌شود در حال ساخت یک موزه شخصی برای بخشی از کلکسیون خود در املاک خود در گرینویچ است. او به همراه همسرش آلکساندرا گارسیا و هفت فرزند خود (دو فرزند کوهن از ازدواج قبلی وی از همسرش سابق پاتریشیا فینک می‌باشند) زندگی می‌کند.

## یادداشت
1. ↑  شرکت مشاوران سرمایه ساک یک بنگاه مدیریت سرمایه متنوع و بر پایه تحقیقات است. رویکرد کلی ساک به مدیریت سهام رویکردی بنیادی و فعالانه است. در این بنگاه از تکنیک‌های مدیریت ریسک پیچیده و تکنیک‌های حفظ سرمایه بسیار قاعده‌مند استفاده می‌شود. به علاوه ساک در جذب و پرورش افراد حرفه‌ای در زمینه مدیریت سرمایه تجربه خاصی دارد و به دنبال گسترش و متنوع کردن فرصت‌های سرمایه‌گذاری و کسب و کار است. موفقیت ساک ناشی از همین توانایی در جذب، توسعه و به چالش کشیدن متخصصان آن، فرهنگ سازمانی ساک (که نوآوری، کارآفرینی درون سازمانی و پاسخگو بودن را تشویق می‌کند) و زیرساخت‌های در سطح جهانی این شرکت است. این بنگاه در حال حاضر بیش از ۱۶ میلیون دلار سهام را مدیریت می‌کند. ساک در حدود ۸۰۰ کارمند دارد که ۱۵۰ نفر آنها پرسنل سرمایه‌گذاری هستند.